# Бойко Вадим Леонідович
Бо́йко Вади́м Леоні́дович (5 листопада 1962, Світловодськ, Кіровоградська область — 14 лютого 1992, Київ) — журналіст, народний депутат України 1-го скликання, член депутатського об'єднання Народна Рада. 

## Життєпис
Народився 5 листопада 1962 року в місті Світловодську, Кіровоградська область, УРСР. Закінчив СШ № 2 у Світловодську із золотою медаллю. Почав друкуватися у газ. «Наддніпрянська правда». У 1979-1984 рр. навчався в Київському державному університеті імені Т.Г. Шевченка на факультеті журналістики.
1984 — редактор, старший редактор програми «Молодіжна студія „Гарт“» Українського телебачення.
Головний редактор програм для молоді Українського телебачення, позаштатний кореспондент програми «Взгляд» (укр. «Погляд») Центрального телебачення СРСР, постійно виступав на сторінках газет «Комсомольская Правда», «Комсомольское Знамя», «Независимость» (назви російською мовою).
Брав активну участь у висвітленні та розслідуванні подій, пов’язаних з ліквідацією наслідків аварії на Чорнобильській АЕС, проводив журналістське розслідування про спроби відшукати втрачену бібліотеку Ярослава Мудрого. 
18 березня 1990 року обраний народним депутатом України 1-го скликання від Кременчуцького - Автозаводського виборчого округу. 

Барельєф в Кременчуці

Як заступник голови Комісії Верховної Ради України з питань гласності та засобів масової інформації зробив дуже багато для того, що українське законодавство захищало журналістів у їх професійній діяльності. Зокрема, на законодавчому рівні було закріплено заборону цензури, докладно виписано права журналістів тощо.
14.02.1992 року Вадим Бойко трагічно загинув у своїй київській квартирі внаслідок організованого вибуху. На той час він під час розслідувань наблизився до з'ясування, куди поділися гроші КПУ, після її заборони Президією Верховної Ради УРСР. Ймовірно, перший журналіст, убитий в Україні від 1991 року.
Похований на кладовищі у м. Світловодську

## Вшанування пам'яті

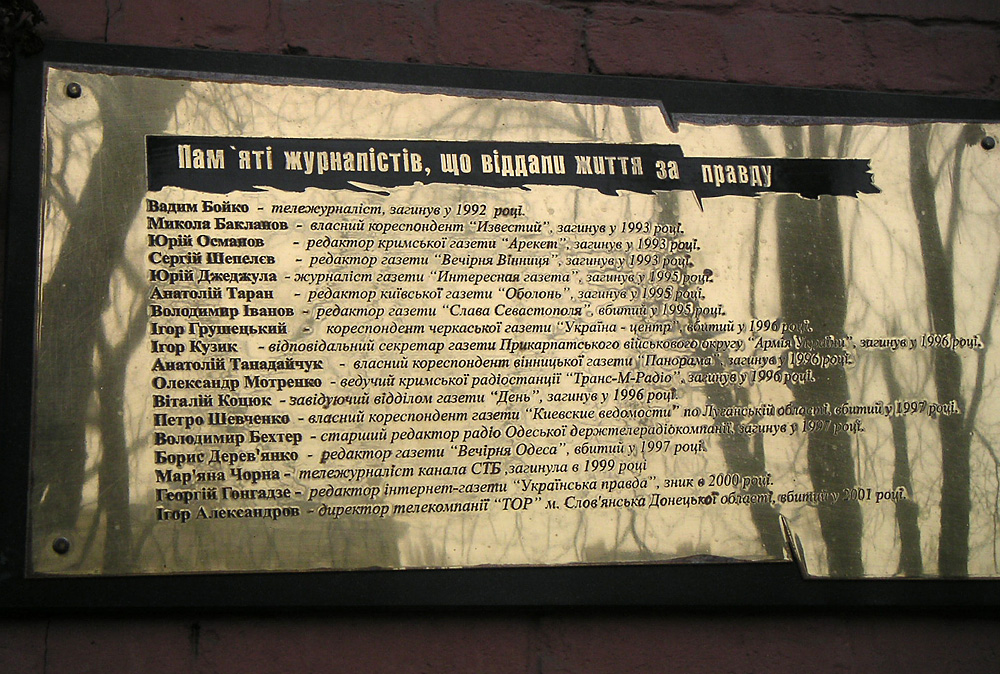
Київ.

- За сюжет про події в Литві - штурму Вільнюського телецентру під час невдалої спроби державного перевороту в січні 1991 Вадим Бойко нагороджений орденом Литовської республіки (посмертно).
- У Кременчуці[2] та Світловодську на честь Вадима Бойка названо вулиці.
- 05 листопада 1992 р., в день, коли Вадиму мало б виповнитися 30 років, в Кременчуці на розі вул. Вадима Бойка і 60-річчя Жовтня була встановлена меморіальна дошка: у центрі барельєфний портрет Вадима, оточений символічним вінком стрічок із назвами ЗМІ, де він працював, справа напис «Вадим Бойко. 1962-1992». Автор - киянин Юрій Мельников.
- 05 листопада 2000 р. в Кременчуці на розі вул. Вадима Бойка і 60-річчя Жовтня була встановлена інша меморіальна дошка (75*120*10 см). Зліва барельєфне погрудне зображення журналіста з мікрофоном, посередині назви ЗМІ, де працював народний депутат України від Кременчука В.Бойко (Гарт, Вісник Кременчука, Независимость, Комсомольская правда, Взгляд). Внизу по горизонталі стилізоване зображення напіврозгорнутого сувою паперу, з правої частини котрого виривається язик полум’я, що закінчується лавровою гілкою. По сувою у З рядки напис: «Вадим Бойко Народний депутат України 1962-1992.11». Автор - кременчуцька скульпторка В.Волкова.
- На Полтавщині засновано іменну обласну премію Вадима Бойка в царині журналістики.
- У 2002 році засновано Всеукраїнський щорічний конкурс, присвячений Вадиму Бойку як журналісту, що загинув при виконанні своїх професійних обов'язків.